# Годинникова вежа (Ізмір)

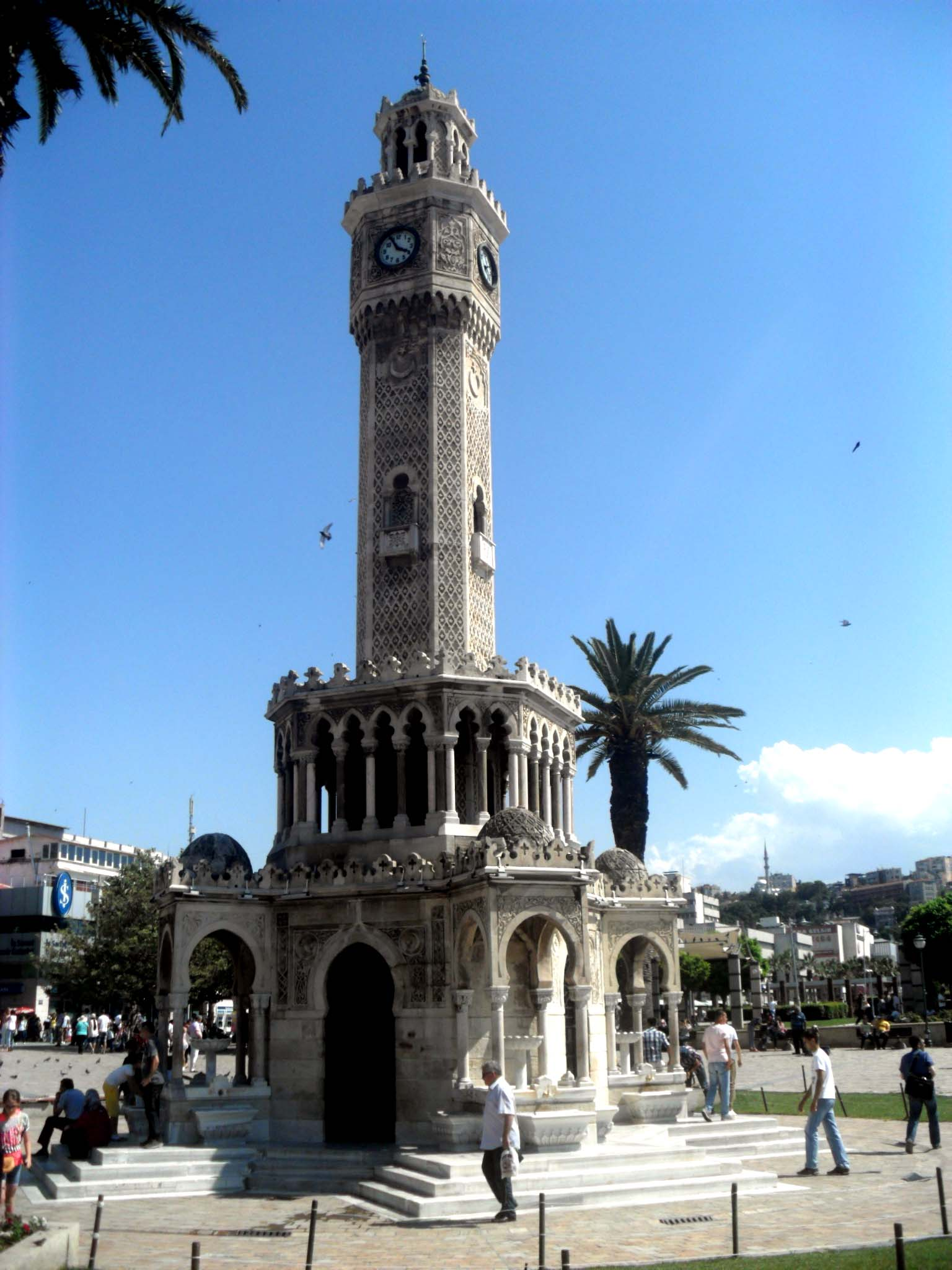
Вигляд на башту зі сходу

Ізмірська годинникова вежа (тур. İzmir Saat Kulesi) — історична годинникова вежа, розташована на площі Конак у районі Конак Ізміру, Туреччина.
Башта годинника була спроєктована левантинським  французьким архітектором Раймоном Чарльзом Пере і побудована в 1901 році для вшанування 25-річчя вступу на трон Абдул-Гаміда II (царював 1876—1909 рр.). Сам годинник був подарунком від  німецького імператора Вільгельма II (царював 1888—1918). Він оформлений у стилі османської архітектури. Башта, що має кістяк з заліза і свинцю, заввишки 25 м і має чотири фонтани тур. şadırvan, які розміщені навколо підстави круговим візерунком. Колони натхнені мавританськими темами.
Башта годинника була зображена на реверсі турецьких банкнот 500 [турецьких лір] 1983—1989 рр.
У колишніх балканських провінціях Османської імперії, особливо в сучасних Сербії, Боснії та Герцеговині і  Чорногорії, таких містах, як Белград, Прієполє, Сараєво, Баня-Лука, Градачац і  Стара Варош у Подгориці, подібні башти турецької епохи все ще існують і називаються  Сахат Кула  (походить від тур. Saat Kulesi, що означає годинникова вежа).

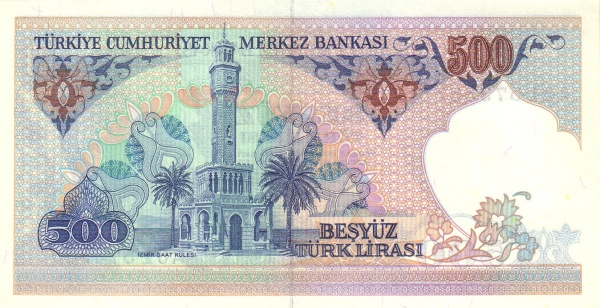
Реверс банкноти 500 лір (1983—1989)